# Olga Konon

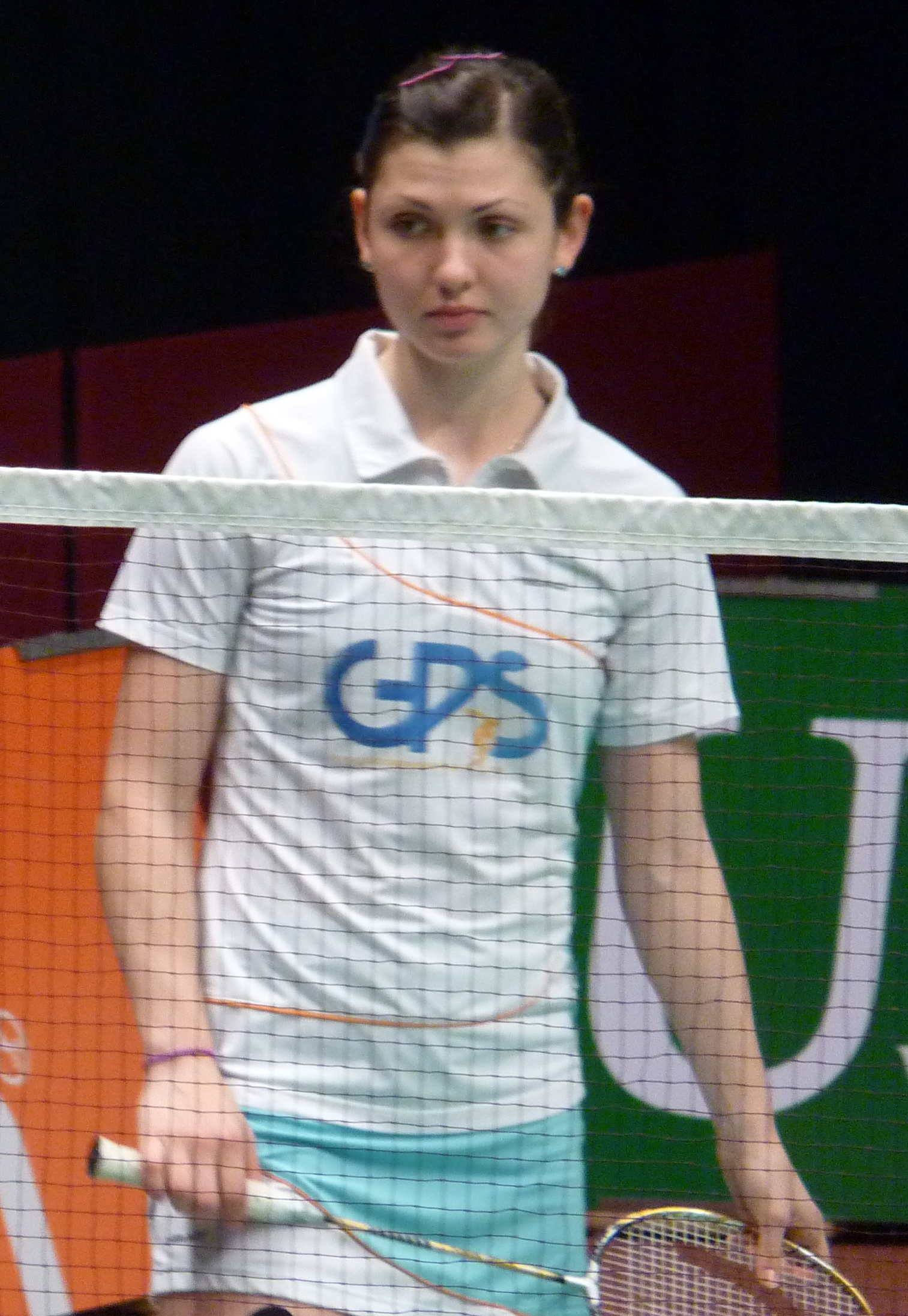
Olga Konon (GER)

Olga Konon (belarussisch Вольга Анатольеўна Конан Wolha Anatoljeuna Konan, russisch Ольга Анатольевна Конон Olga Anatoljewna Konon; * 11. November 1989 in Brest, Weißrussische Sozialistische Sowjetrepublik, UdSSR; verheiratete Olga Roj) ist eine Badmintonspielerin, die bis 2009 für ihr Geburtsland Belarus, 2009/2010 für Polen und seit Oktober 2010 für Deutschland startet. Sie ist mit dem slowenischen Badmintonspieler Alen Roj verheiratet.

## Karriere
Sie spielte in Deutschland für den BV Gifhorn, mit dem sie in der Saison 2007/2008 in die erste Bundesliga aufgestiegen war. In der genannten Saison hatte sie alle ihre Spiele gewonnen. Zur Saison 2009/2010 wechselte sie zum Ligakonkurrenten 1. BC Bischmisheim, mit dem sie die Deutsche Mannschaftsmeisterschaft und den Europapokal gewann.
Bei dem Badmintonturnier bei den Olympischen Spielen 2008 in Peking gewann Olga Konon in der ersten Runde gegen Xing Aiying aus Singapur – die aktuelle Nr. 24 in der Welt – in 2 Sätzen. In der Runde der letzten 32 ging es mit diesem Ergebnis gegen Maja Tvrdy aus Slowenien. Im Achtelfinale verlor Olga Konon dann gegen die chinesische Weltranglistenerste und an Position 1 gesetzte Xie Xingfang mit 0:2 Sätzen.
Ab dem Jahr 2009 startete sie international für Polen. Seit den Dutch Open 2010 tritt sie für Deutschland an. Hier schied sie im Halbfinale gegen Juliane Schenk mit 15:21, 21:16, 18:21 aus. Im Juni 2011 bekam Olga Konon die deutsche Staatsbürgerschaft.
Bei der 60. Deutschen Meisterschaft gewann Olga Konon im Finale in 2. Sätzen gegen Karin Schnaase und wurde damit zum 1. Mal Deutsche Meisterin im Dameneinzel. Dieses geschah in der krankheitsbedingten Abwesenheit von Juliane Schenk, die in den drei Jahren zuvor diesen Titel gewonnen hatte. 2012 konnte sie mit der deutschen Damennationalmannschaft die Goldmedaille bei der Mannschaftseuropameisterschaft erringen.
Krankheitsbedingt konnte sie bei den 61. Deutschen Meisterschaften nicht antreten, um den Titel zu verteidigen.
2013 wurde Konon Europameisterin bei den Europameisterschaften für gemischte Mannschaften in Russland. Im April 2013 wurde bekannt, dass sich Olga Konon langfristig an den 1. BC Bischmisheim bindet, sie verlängerte ihren Vertrag bis 2017. Bei den French International unterlag sie im Finale Beatriz Corrales. Bei den Denmark International gewann Olga die Konkurrenz im Dameneinzel. Olga Konon war auch Mitglied der deutschen Mannschaft für die Endrunde des Sudirman Cup 2013. Das Finale im Dameneinzel der St. Petersburg White Nights gewann sie gegen Ella Diehl. Am 2. Mai 2015 wurde Olga Konon mit dem 1. BC Bischmisheim Deutscher Mannschaftsmeister, nach einem klaren Finalsieg über den BV Mühlheim mit 4:0. Es war der erste Titel für den 1. BC Bischmisheim seit 2010 und der zweite für Konon.
2018 beendete sie ihre internationale Karriere.

## Vereine
- BV Gifhorn bis Saison 2008/09
- 1. BC Bischmisheim ab Saison 2009/10